# Prizren (gmina)
Prizren (serb. Призрен, alb. Prizrenit) – gmina w Kosowie, w regionie Prizren. Jej siedzibą jest miasto Prizren.

## Demografia
W 2011 roku gmina liczyła 177 781 mieszkańców. Większość z nich stanowili etniczni Albańczycy – 82%. Wymieniało się następujące grupy narodowościowe i etniczne:
1. Albańczycy (145 718)
2. Boszniacy (16 896)
3. Turcy (9091)
4. Romowie (2899)
5. Ashkali (1350)
6. Gorani (655)
7. Serbowie (237)
8. Egipcjanie Bałkańscy (168)

## Polityka
W wyborach lokalnych przeprowadzonych w 2017 roku kandydaci Demokratycznej Partii Kosowa uzyskali 13 z 41 mandatów w radzie gminy. Frekwencja w I turze wyniosła 40,6%. Burmistrzem został Mytaher Haskuka.